# 楓牙

楓牙（ふうが）は、日本の漫画家。主に商業誌で成人向け漫画を執筆している。初単行本以来、事実上のティーアイネットの専属状態にある。
富山県在住。ペンネームはかつての勤務先である風雅システムに由来。Windows版『アマランス』（1997年）などの制作に関わった後、独立。
好物は酒。そして猫。

## 作風
2冊目の単行本「魅惑の扉｣以来、大半が短編で占められる成人向け漫画業界では珍しい、おおよそ一冊分の中長編シリーズのスタイルを通している。
尺の長さを生かし、近親相姦や、教師と生徒、寝取り・寝取られといった訳ありな関係の男女を軸に、周辺の人物たちも含めた細やかな心理描写が特徴である。
また、各シリーズ(単行本)は個々に完結した物語であるが、作中の主な登場人物は、別の作品でそれぞれ親族・（元）恋人・クラスメイト等何かしらの関わり合いを持っており、各シリーズは学園内各所の人間模様を描く群像劇の一章でもある構造になっている。

## 単行本リスト
1. 誘惑の扉 （2001年1月発行 ティーアイネット） ISBN 978-4-88774-031-0
2. 魅惑の扉 （2001年9月発行 ティーアイネット） ISBN 978-4-88774-046-4
3. 摩子 （2002年8月発行 ティーアイネット） ISBN 978-4-88774-071-6
4. 夢見る少女 （2004年3月発行 ティーアイネット） ISBN 978-4-88774-112-6
5. 姉と弟と （2005年2月発行 ティーアイネット） ISBN 978-4-88774-139-3
6. 教師と生徒と （2006年10月発行 ティーアイネット） ISBN 978-4-88774-200-0
7. 男の子女の子 （2008年8月発行 ティーアイネット） ISBN 978-4-88774-269-7
8. せつない想い （2010年1月発行 ティーアイネット） ISBN 978-4-88774-335-9
9. 先生を見てください （2011年7月発行 ティーアイネット） ISBN 978-4-88774-395-3
10. 兄と妹の事情 （2013年6月発行 ティーアイネット） ISBN 978-4-88774-475-2
11. 俺の義姉さん… （2014年12月発行 ティーアイネット）ISBN 978-4-88774-546-9
12. 姉の秘密と僕の自殺 （2016年6月発行 ティーアイネット）ISBN 978-4-88774-610-7
13. ふしだらな兄妹 （2018年6月発行 ティーアイネット）ISBN 978-4-88774-691-6
14. キャバ嬢先生と僕の部屋で （2020年3月発行 ティーアイネット）ISBN 978-4-88774-764-7
15. Hな姉達とどこまでも （2022年4月発行 ティーアイネット）ISBN 978-4-88774-846-0
16. わたしの生徒 （2025年1月発行 ティーアイネット）ISBN 978-4-86760-117-4

## 主な掲載誌
- COMIC 夢幻転生（ティーアイネット）